# Klein St. Martin

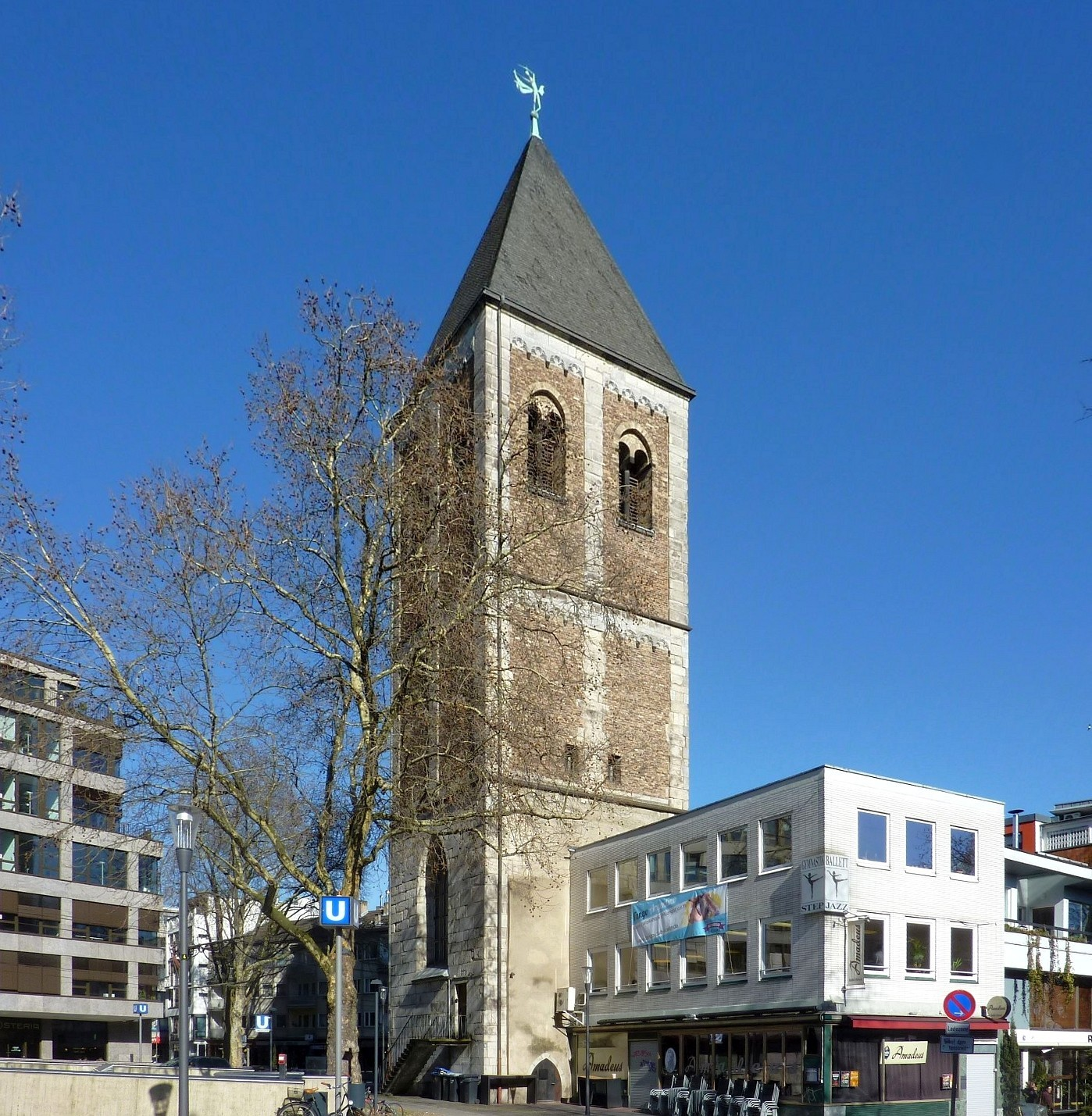
Turm von Klein St. Martin, Südseite

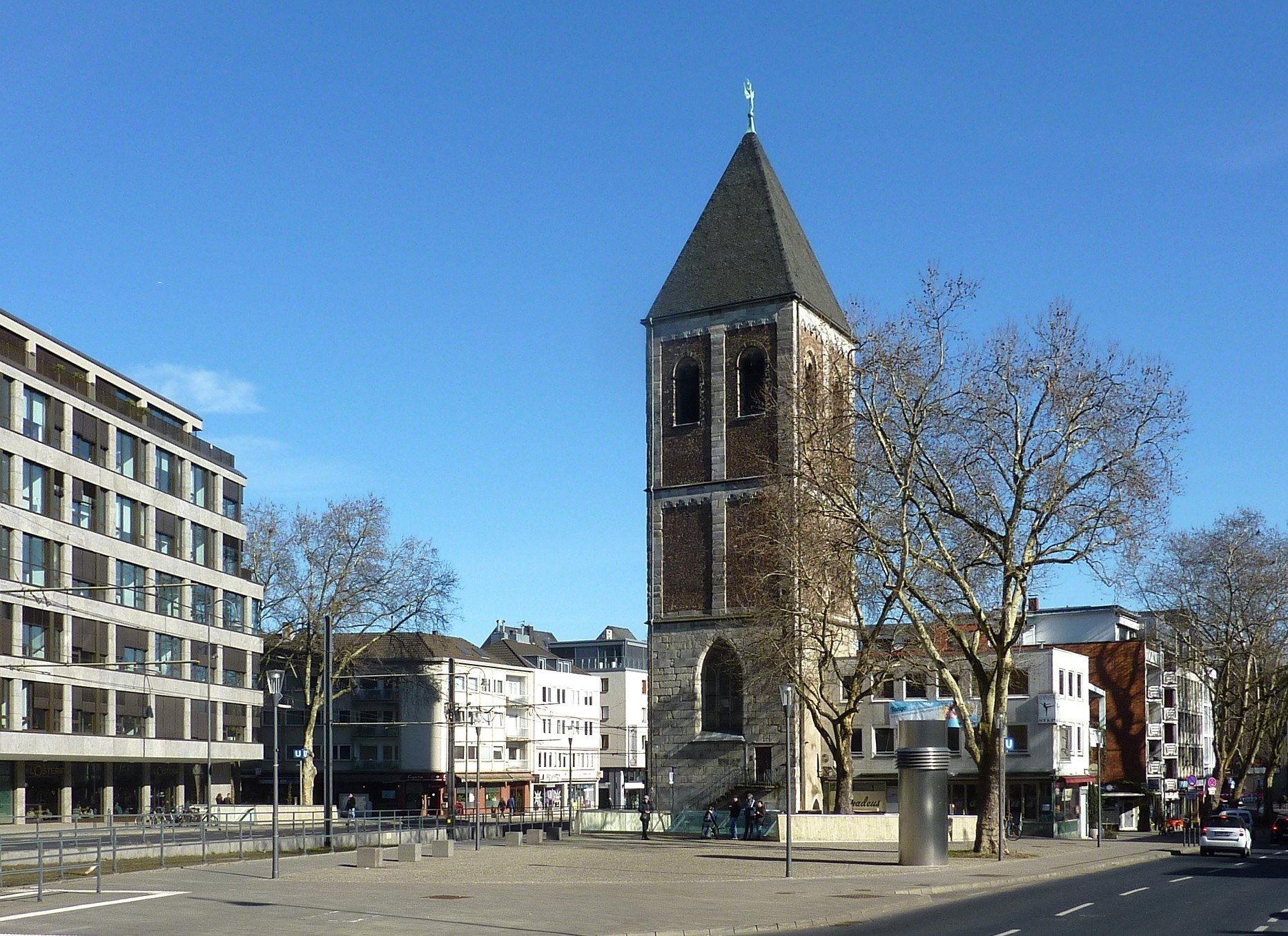
Klein St. Martin am Elogiusplatz

Klein St. Martin war eine Kölner Pfarrkirche, die zusammen mit der Stiftskirche Groß St. Martin und vielen anderen Kirchen und Gebäuden das Kölner Rheinpanorama bestimmte. Die Kirche wurde in der Säkularisation aufgehoben und um 1824 abgerissen. Der Kirchturm blieb erhalten und wurde nach Zerstörungen im Zweiten Weltkrieg wieder aufgebaut.

## Lage
Am unteren Abschnitt der Ost-West-Durchbruchstraße vom Rhein (Heumarkt) über den Neumarkt zu den Ringen zwischen Pipinstraße und Augustinerstraße steht heute der Turm von Klein St. Martin. Das ehemalige Kirchenschiff war mit seiner Westseite auf die alte römische Stadtmauer gebaut, parallel zur ehemaligen Straße „Obermauren“. Der ehemalige Pfarrbezirk umfasste die südöstliche Ecke der Römerstadt bis zum Marsplatz und von der mittelalterlichen Kölner Rheinvorstadt die Teile vom Heumarkt (außer der Nordseite) bis zur Rheingasse.

## Geschichte
Der Zeitpunkt des ersten Baus der Martinskirche ist nicht überliefert. Es ist anzunehmen, dass mit der Einbeziehung der Rheinvorstadt in den Mauerring Kölns in der 2. Hälfte des 10. Jahrhunderts auch hier eine Kirche entstand. Durch Einträge in den Schreinsakten aus den Jahren 1130–40 wird sie erstmals greifbar. Erste Urkunden mit ihrem Namen stammen von 1172 bis 1176 im Zusammenhang mit der Weihe der Krypta. Sehr bald nach der Einführung der Schreinskarten wird die Kirche zur Unterscheidung von der Stiftskirche Klein St. Martin genannt.
Die Kirche wurde wohl um 1460–1486 mit neuem Westturm völlig als fünfschiffige Hallenkirche umgebaut und 1489 durch den Baumeister Johann von Langenberg gewölbt. Sie erscheint mit hohem gotischem Knickhelm als eine der wenigen Pfarrkirchen auf der Kölner Stadtansicht von 1531 des Anton Woensam. Wie viele andere Pfarrkirchen zeigte auch die Martinskirche durch wertvolle Ausstattung und ihr äußeres Erscheinungsbild das Erstarken der Pfarrgemeinden in Köln. Sie hatte sogar das Recht, bei der Einsetzung ihres Pfarrers mitzuwirken. Das Wahlmännerkollegium bestand 1317 aus dreizehn Pfarrangehörigen, darunter allein vier Mitgliedern der Familie Overstolzen. Der Vorschlag ging dann an die Äbtissin des Stiftes St. Maria im Capitol, die ihn dann dem Dompropst präsentierte. 1554 erhielt die Innenausstattung der Pfarrkirche eine Aufwertung durch ein Orgelwerk des Meisters Vitus ten Bendt. Die Orgel verblieb bis 1804 (Aufhebung 1802) der Kirche und gelangte dann in die katholische Pfarrkirche St. Bartholomäus in Porz-Urbach, in der sie 1912 und 1962 teilweise erneuert wurde.
Klein St. Martin hatte bis zur Säkularisation unter Napoleon im Jahre 1802 Bestand. Mit Aufhebung der Stifte und Klöster wurde der Pfarrgemeinde 1803 die benachbarte Kirche St. Maria im Kapitol zugewiesen. Die Kirche wurde daraufhin geschlossen, das Kirchenschiff wurde versteigert und diente weltlichen Zwecken. Um 1824 wurde es wegen Baufälligkeit abgerissen. Den viergeschossigen Turm ließ man isoliert stehen, da St. Maria bereits seit dem 17. und spätestens seit dem 18. Jahrhundert keine Westturmgruppe mehr hatte und die Glocken von St. Maria deshalb seit 1637 in St. Martin aufgehängt waren.
Der Turm brannte im Zweiten Weltkrieg aus. Da der Turm zum Kulturerbe des Kölner Rheinpanoramas gehörte, wurde er wieder aufgebaut, allerdings mit stumpfem romanischem Turmhelm in Form einer niedrigen Pyramide, die kaum noch aus der Rheinfront herausragt. Auf deren Spitze weht eine von Elmar Hillebrand gefertigte Wetterfahne mit der Figur des Heiligen Martin von Tours. Im Untergeschoss wurde 1954 eine Andachtskapelle eingerichtet, deren Bronzeportal (1963) und Tabernakel von Heribert Calleen gestaltet wurde.

### Glocken
Die Glocken an Klein St. Martin weisen eine wechselvolle Geschichte auf, die mit der einstigen Doppelnutzung des Glockenturmes sowohl für die Pfarrei als auch für die benachbarte Stiftskirche St. Marien im Kapitol zusammenhängt. Das Geläut der Pfarrei an Klein St. Martin bestand aus vier Glocken. Die beiden großen Glocken bildeten das Hauptgeläut für die Sonn- und Feiertage. Die größere von ihnen, zuletzt 1721 von Edmund Pippin in Köln gegossen und dem Kirchenpatron Martin geweiht, wog etwa 1.100 Kilogramm. Ihre Vorgängerinnen stammten aus den Jahren 1455 und 1570. Die zweite Glocke, den Heiligen Martin und Sergius geweiht, gossen Derich und Heinrich von Coellen im Jahre 1571 mit einem Gewicht von rund 900 Kilogramm. Für die tägliche Messfeier wurde im Dachreiter die kleine Messglocke aufgehängt. Die kleine Uhrzimbel, 1500 von Johann Schursgyn in Köln gegossen und 120 Kilogramm schwer bei einem Durchmesser von 56 Zentimetern, wurde im Jahre 1836 nach St. Antonius zu Seligenthal verkauft und ist dort erhalten geblieben.
Nach Einsturz des Westwerks an St. Marien im Jahre 1637 wurden die dortigen fünf Glocken von 1338, 1447, 1508, darunter auch die städtische Sturm- oder Brandglocke, genannt Bram-Klock, und die Uhrzimbel, in den geräumigen Turm von Klein St. Martin überstellt. Dieser diente auch nach Abriss der Pfarrkirche weiterhin als Glockenturm für St. Marien. Nach der Aufhebung des dortigen Stiftes wurden die beiden großen Glocken nach Boslar verkauft, wo sich die größere von beiden bis heute erhalten hat.
Im Jahre 1836 wurde anstelle der noch vorhandenen Pfarr- und Stiftsglocken ein neues Geläut von Georg Claren und Stephan Hilgers aus Sieglar angeschafft. Die drei den Heiligen Martin, Maria und Barbara geweihten Glocken wogen zusammen etwa 6.000 Kilogramm und erklangen in den Tönen a°, cis′ und e′. Im Ersten Weltkrieg verschont, zerschmolzen sie 1942 im Feuersturm. Seitdem ist die Glockenstube leer.

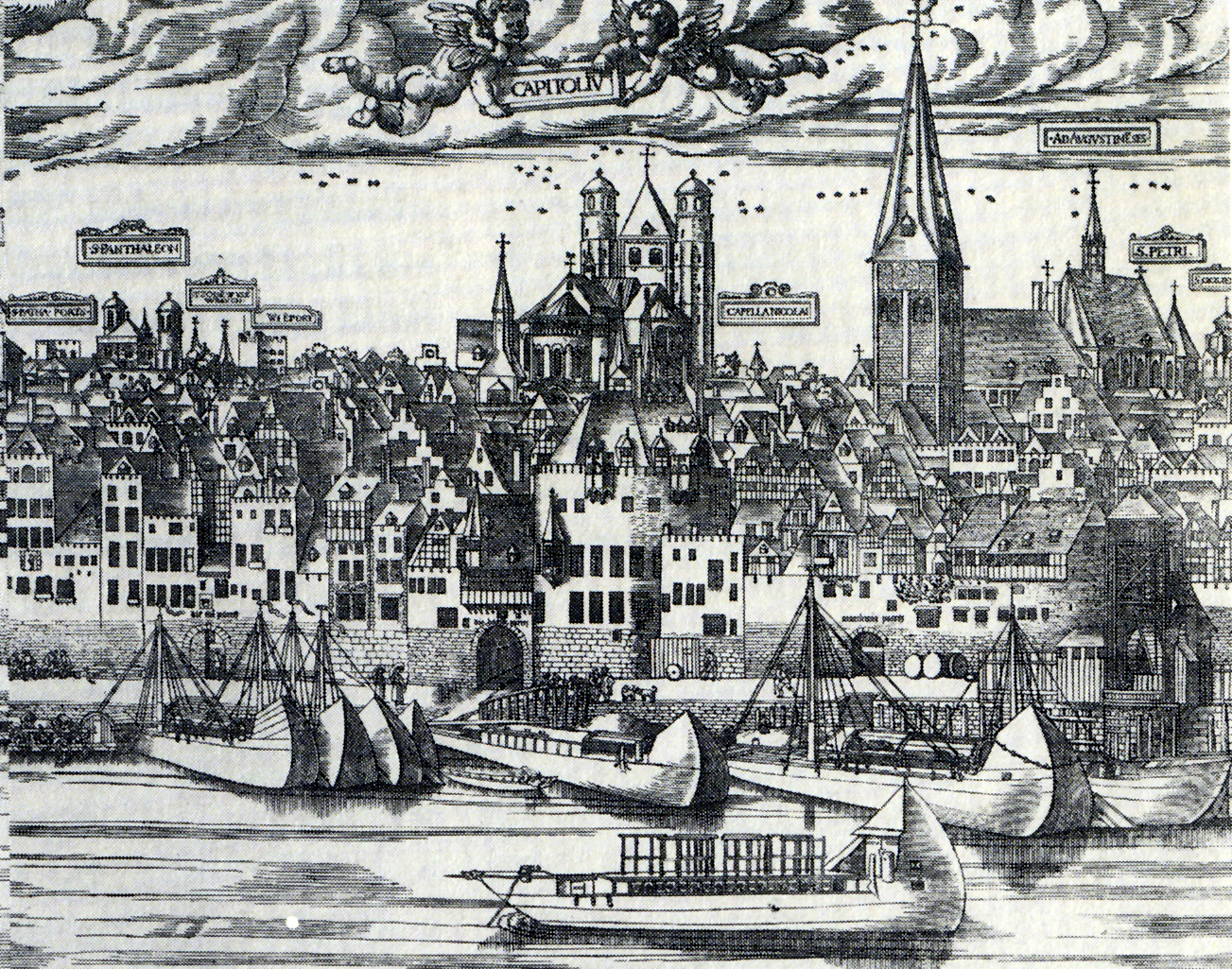
Anton Woensam, Ausschnitt aus „Große Ansicht von Köln“: St. Maria im Kapitol (noch mit Westturm) und Klein St. Martin
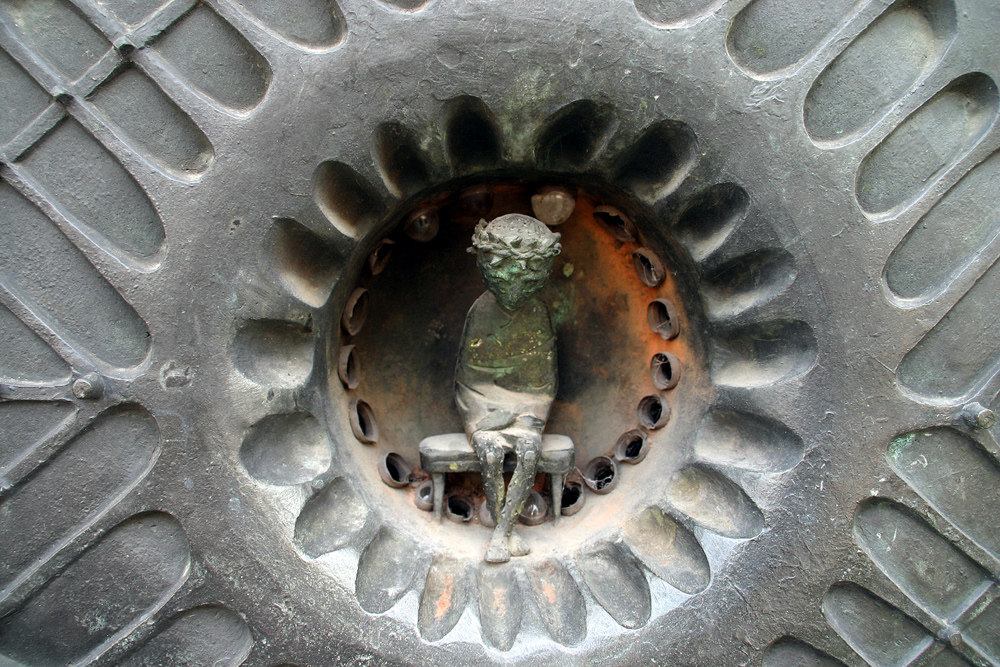
Detail des Bronzeportals von Heribert Calleen
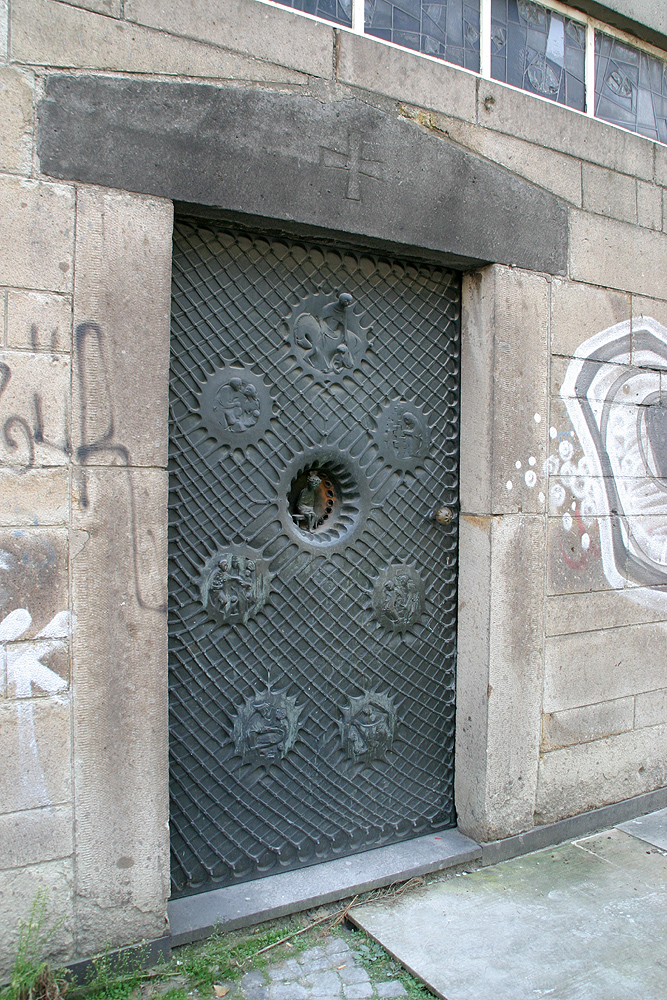
Bronzeportal in der Andachtskapelle